# Der wahre & originale Bericht über das Leben & die Taten des verstorbenen Jonathan Wild
Der wahre & originale Bericht über das Leben & die Taten des verstorbenen Jonathan Wild  (Originaltitel: The true and genuine account of the life and actions of the late Jonathan Wild) ist eine 1725 erschienene Verbrecher-Biografie von Daniel Defoe. Die erste deutsche Übersetzung erfolgte durch Gertrud Baruch und erschien 1968 im Carl Hanser Verlag.

## Kurzbeschreibung
Der wahre & originale Bericht über das Leben & die Taten des verstorbenen Jonathan Wild ist die Darstellung von Teilen der Lebensgeschichte des Jonathan Wild, des „zwielichtigsten und faszinierendsten Verbrechers aus dem London des 18. Jahrhunderts“, der eine Gesetzeslücke ausnutzte und auf diese Weise reich wurde, bis die Gesetzeslücke geschlossen und Wild dem Henker überantwortet wurde.

## Inhalt
Sohn eines Tischlers und einer Marktfrau, geht Wild zunächst bei einem Kurzwaren-Hersteller in die Lehre und anschließend „nach London, wo er sich nach einer anderen Verdienstmöglichkeit umsehen wollte. […] Da er zudem keineswegs genügsam veranlagt war und keine Lust hatte, sich abzurackern, lebte er weit über seine Verhältnisse“, landet im Schuldgefängnis, wird wegen guter Führung für den dortigen Tordienst und Botengänge eingesetzt und lernt auf diese Weise „eine gewisse Mary Milliner“ kennen: „Sie machte ihn mit zahlreichen ihm völlig unbekannten Methoden, zu Geld zu kommen, bekannt und brachte ihn mit ihrer Bande zusammen“; außerdem wird sie seine Geliebte. Bald kennt Wild bei verschiedenen Banden die „verschiedenen Branchen, die Funktionen der einzelnen Mitglieder, ihre Schlupfwinkel und bevorzugten Jagdreviere, die Art und Weise, wie sie zu ihrer Beute kamen und wie sie diese später absetzten.“ Wild findet „Mittel und Wege, sich ihnen ebenso nützlich zu machen, wie wenn er persönlich an ihren Unternehmungen teilgenommen hätte, was er stets sorgfältig vermied“, und gibt beispielsweise vor, „durch seine kluge Planung den Gewinn aller Beteiligten zu erhöhen.“
Mit seiner Lehrmeisterin entwickelt Wild ein neues Geschäftsmodell: Im Allgemeinen kennt Wild die Reviere der Diebe, später, als er mehr Macht hat, teilt er „sie ihnen persönlich zu. So konnte er immer, wenn jemand wegen gestohlenen Eigentums bei ihm vorsprach, mit einiger Sicherheit den Dieb erraten. Es genügte, das Stadtviertel zu kennen, in dem der Bestohlene wohnte oder sich zur Zeit des Diebstahls aufgehalten hatte.“ Auf den Dieb übt Wild über Handlanger Druck aus, ihm das Diebesgut auszuliefern (sofern Wild nicht selbst den Diebstahl beauftragt hat), und dem Bestohlenen gegenüber erweckt Wild „den Eindruck, als bemühe er sich, die gestohlene Ware ausfindig zu machen und den rechtmäßigen Eigentümern, die sie durch Betrug oder Gewaltanwendung verloren hatten, zurückzugeben.“ Jonathan Wild betont dabei, sein Tun sei „nichts anderes, als wenn ein Anwalt sich unter Umständen von beiden Parteien bezahlen lasse, nachdem der Prozeß gütlich beigelegt sei und die Kontrahenten sich geeinigt hätten. Wäre Jonathan darüber nicht hinaus gegangen, dann hätte man ihm vielleicht sogar recht geben müssen.“ Auf diese Weise kommt Wild „zu einer Menge Geld“, so Defoe: „Hätte er sich damit begnügt, so vorsichtig und bedachtsam zu handeln, wie er es von seiner Lehrmeisterin gelernt hatte, dann wäre er wahrscheinlich sehr reich geworden und hätte in Sicherheit leben können. Aber da er ehrgeizig und unternehmenslustig war, begnügte er sich nie mit dem, was er hatte, und versuchte nie, sich Zügel anzulegen.“ Dabei macht sich Wild weder mit Tätern noch Opfern gemein, denn da es „ein viel besseres Geschäft war, sowohl die Bestohlenen als auch die Diebe auszubeuten, hätte er verrückt sein müssen, wenn er sich mit einer der beiden Parteien verbündet hätte“, so Defoe. „Sowohl dem Dieb wie auch dem Geschädigten gegenüber verhielt er sich stets so, daß seine persönliche Sicherheit voll gewährleistet war.“ Da Defoe nur einen „kurzen aber exakten“ Bericht abliefern möchte, er aber „kein Ende“ fände, falls er „die vielen Tricks und Täuschungsmanöver“ in allen Einzelheiten beschriebe, die Wild „in den rund sechzehn Jahren seiner verruchten Karriere anwandte“, zeigt Defoe die Wild-Methode nur exemplarisch anhand des Diebstahls und der Wiederbeschaffung einer goldenen Damenuhr ausführlich auf.
„Jonathan setzte bei all dem nie seine persönliche Sicherheit aufs Spiel, und es ist daher nicht verwunderlich, daß er diesem Gewerbe viele Jahre nachgehen konnte, ohne vom Schicksal ereilt zu werden. Er erwarb sich sogar den erstaunlichen und wahrlich ungewöhnlichen Ruf, ein ausnehmend redlicher Mensch zu sein.“ Denn gelegentlich lässt Wild „Diebe, die ihre Beute noch bei sich hatten, verhaften, weil sie nicht auf seine Vorschläge eingingen. So spielte er gleichzeitig den Räuber und den Gendarmen“. Bei der gelegentlichen Auslieferung von Dieben schützt es die Verbrecher nicht, dass Wild sie „als erster zu ihren Schurkereien ermutigt“ hat, „zum mindesten aber dazu beigetragen, daß sie in dieses Fahrwasser geraten waren.“ Und es schützt Verbrecher auch nicht, noch ein Kind zu sein: „Schlimmer als alles andere sind einige mir vorliegende Berichte […] über das Schicksal von Kindern, die sich […] in Elend und Armut auf der Straße herumtrieben, und die er unter dem Vorwand, für sie zu sorgen und ihnen Arbeit verschaffen zu wollen, zu sich nahm – mit dem Ergebnis, daß sie das Gaunerhandwerk erlernten. […] In einigen Fällen sorgte er sogar dafür, daß seine eigenen Pflegekinder für die nämlichen Verbrechen, zu denen er sie angestiftet hatte, verhaftet und gehängt wurden.“ Die restlichen dieser „Diebe der jungen Generation, die sozusagen unter seinem Gesetz lebten“, werden „stets in dürftigen Verhältnissen belassen“ und können „nur von den milden Gaben ihres Herrn und Meisters existieren“.
Zu Wilds Pech wird vom Parlament ein Gesetz „verabschiedet, das die Annahme jeder Belohnung für die Rückgabe gestohlener Gegenstände zum Verbrechen erklärte […]. Dieses Gesetz zielte so offensichtlich auf Jonathans Praktiken ab, daß er gar nicht so naiv sein konnte, es nicht zu merken.“ Nach Schließung der Gesetzeslücke begnügt Wild „sich nicht mehr mit der Belohnung für die Rückgabe entwendeten Eigentums, jetzt übernahm er selbst die Organisation der Diebstähle. Und indem er sich zum Komplizen der Einbrecher machte, spielte er gleichzeitig die Rolle des Diebes und des Hehlers.“ Ausführlich schildert Defoe die Tat (samt Vorgeschichte), für die Wild gehängt wurde: eine Tat, bei der Wild „den Einbruch vorausgeplant“ hat, da „ihm das, was der Bestohlene aus Dankbarkeit für seine Bemühungen zahlte, nicht genügte“. Von der Justiz dingfest gemacht, versucht Wild sich durch Gift zu töten, wird aber von Mitgefangenen gerettet und von den Gefängnisbeamten zur Hinrichtungsstätte gebracht: „Im Gegensatz zu sonst waren auf den Gesichtern [des Publikums] nicht Erbarmen und Mitleid mit den Elenden, die zum Richtplatz geführt wurden, zu lesen, sondern überall wurden nur Verwünschungen und Worte des Abscheus gegen das Verbrechen, ja gegen den bloßen Namen des Mannes laut, und während der ganzen Fahrt und noch auf dem Richtplatz wurde er mit Steinen und Schmutz beworfen.“

## Textanalyse
Der wahre & originale Bericht über das Leben & die Taten des verstorbenen Jonathan Wild ist eine auktorial erzählte Biografie, in der Beispiele für Wilds „Schurkereien“ thematisiert werden, die „um viele weitere vermehrt und durch die verschiedensten Berichte ergänzt werden“ könnten.

### Stil
Stilistisch liest sich Defoes Kriminellen-Vita Wilds wie ein Roman und gehört neben der  Geschichte von dem denkwürdigen Leben des John Sheppard zu den „romanhaft-spannenden und psychologisch merkwürdigen Biographien“ Defoes. Orte der Handlung sind Wolverhampton, London und Umgebung. Die erzählte Zeit erstreckt sich von der Geburt Wilds bis zu dessen Hinrichtung im Mai 1725.

### Figuren
Haupt- und Titelfigur
- Jonathan Wild: Wilds Leben „von entsetzlicher, beispielloser Lasterhaftigkeit“[21] wird anfangs noch als die Geschichte eines unverfrorenen,[25] kühnen[8] jungen Mannes geschildert, der „ehrgeizig und unternehmenslustig“[9] mit wenig Arbeit viel Geld erlangen will. Später treten bei diesem „skrupellosen, verabscheuungswürdigen Menschen“[15] neben seiner Ruhmsucht[13] und Zügellosigkeit[9] seine Habsucht[6] und seine Abgebrühtheit[18] in den Vordergrund, beispielsweise, als Wild den Rat bekommt, wegen der Gesetzesänderung von seinem Geschäftsmodell abzulassen: „Wild einen Rat zu geben war so nutzlos wie einer Kesselpauke das Evangelium zu predigen, einem Dragoner das Plündern zu verbieten oder einen Husaren Mitleid zu lehren.“[18] Im Zusammenhang mit Wilds Umgang mit seinen „Pflegekindern“ schreibt Defoe gar, Wild sei eine „Inkarnation des Teufels“.[15]

Nebenfiguren (Auswahl)
- Mary Milliner: Wilds anfängliche „Lehrmeisterin“[9] und zeitweise Geliebte ist eigentlich „mit einem Seemann verheiratet“.[4] Als „raffiniertes, ziemlich berüchtigtes Frauenzimmer“[4] bringt Mary dem jungen Jonathan einige „üble Gepflogenheiten“ bei, „die sie offenbar neben der Hurerei praktizierte“.[4]
- M-l K-g: Die „stadtbekannte Taschendiebin mit Namen Moll King“, die auch eine Inspiration für Defoes Moll Flanders bildete,[26] ist die Diebin einer goldenen Damenuhr, deren Fall Defoe exemplarisch besonders ausführlich aufbereitet.[12]

## Hintergrund und Wirkung
Fünf Tage nach Wilds Hinrichtung war The life of Jonathan Wild erschienen, ein etwas umfangreicherer Bericht, angeblich verfasst von „H. D., gewesenem Gerichtsschreiber von Richter R–  […] (mit dem Richter war dabei der Lordoberrichter Raymond gemeint, der in der Verhandlung gegen Wild den Vorsitz geführt hatte)“, jedoch verschiedentlich Defoe zugeschrieben. Zehn Tage später legte Defoe mit dem Bericht nach: Die erste Auflage „erschien zuerst am 8. Juni 1725, […] eine zweite und eine dritte Auflage folgten am 10. und am 12. Juni.“ Defoe, „der größte ’Verbrecherbiograph’ seiner Zeit“, behauptet in dem Vorwort dieser non-fiktionalen Verbrecher-Biografie, „daß der größte Teil dessen, was bisher über dieses Thema publiziert wurde, ganz offensichtlich erfunden und den Köpfen von Schreiberlingen entsprungen ist, die daran verdienen wollten, aus diesem Grund die Wahrheit, die Tatsachen, ja sogar die Wahrscheinlichkeit außer acht ließen“. Nach eigenen Angaben hat sich Defoe bei seinen Recherchen für die Biografie „nicht damit zufriedengegeben, der öffentlichen Nachrede zu glauben, die im großen und ganzen nicht anderes ist als öffentliches Geschwätz, und er hat auch darauf verzichtet, fehlende Einzelheiten dazuzuerfinden.“
Defoes Text prägte das allgemeine Wild-Bild, das sich unter anderem in der Figur des Hehlers Peachum in John Gays The Beggar’s Opera (1728) niederschlug und somit in der Dreigroschenoper (1928) von Bertolt Brecht und Kurt Weill.

## Deutschsprachige Textausgabe
- Daniel Defoe: Moll Flanders, Colonel Jacques, Roxana, John Sheppard, Jonathan Wild (= Romane. Band 2.) Übersetzung: Gertrud Baruch. Hanser, München 1968. S. 849–880.

## Sekundärliteratur (Auswahl)
- Aaron Skirboll: The thief-taker hangings. How Daniel Defoe, Jonathan Wild, and Jack Sheppard captivated London and created the celebrity criminal. Lyons Press, Guilford CT 2014. ISBN 978-0-7627-9148-4.